# برايان كينغ
برايان كينغ هو محامي وسياسي أمريكي، ولد في 19 أغسطس 1959. نشط حزبياً في الحزب الديمقراطي. وقد انتخب عضو مجلس نواب ولاية يوتا ‏.

## وصلات خارجية
- الموقع الرسمي